# История Литвы
История Литвы (территория нынешней Литовской Республики) охватывает длительный период времени, начиная с заселения её территории человеком с конца 10-го — 9-го тысячелетий до н. э. и заканчивая событиями современности.

## Происхождение названия

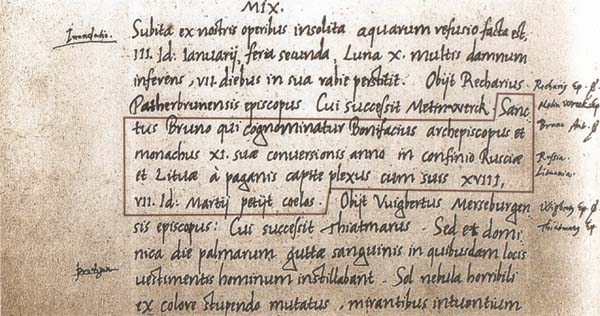
Первое письменное упоминание Литвы

Название «Литва» (Lituae — род. пад. от Litua) впервые упомянуто в Кведлинбургских анналах под 1009 годом в сообщении об убийстве язычниками миссионера Бруно на границе Rusciae и Lituae. Происхождение названия страны и соответствующего этнонима объяснялось по-разному. Несмотря на многочисленность гипотез, ни одна из них не стала общепринятой. По наиболее распространённой версии, топоним возник от названия небольшой речушки Летаука, притока Няриса. По другой популярной версии, термин происходит от названия реки Латава, притока Швянтойи, протекающей в Аникщяйском районе, где существует одноимённое городище. Согласно более современной гипотезе, название страны могло произойти от этнонима «леты» или «лейти», которым жители окрестных земель называли дружинников литовских князей (leičiai).
Польский историк XV века Ян Длугош приводит следующую легенду о происхождении названия Литва:

Утверждают, что во времена гражданских войн, которые разгорелись сначала между Марием и Суллой, а затем между Юлием Цезарем и Помпеем Великим и их преемниками, они [литовцы и самогиты] оставили древние места своего жительства и отчую землю в уверенности, что вся Италия погибнет во взаимном истреблении. Вместе с женами, скотом и домочадцами литовцы пришли на обширные и пустынные пространства, доступные одним зверям, почти постоянно подверженные жгучим морозам и называемые у писателей «пущи», в северную страну, которую они, по отчему и древнему имени [Италия] назвали Литалией, племени же они дали имя литалов, добавив впереди одну только букву «л», которую еще и ныне прибавляют итальянцы в своем народном языке.
— Ян Длугош, «История Польши»
А. А. Шахматов сопоставил слово Lietuvà с кельтским названием Арморики (ср.-ирл. Letha, валл. Llydaw < *pḷtau̯-) и предположил, что балты переняли это название от венетов, однако эта гипотеза не нашла поддержки у других учёных. Я. Отрембский считал, что слово *lei̯tuvā было первоначально основой на *-ū-: *lei̯tūs и обозначало местность вокруг реки *lei̯tā (как Vilnius — местность у реки Vilnia) < líeti «лить». Этой рекой Отрембский считает Неман. К. Кузавинис предположил, что слово Lietuvà генетически связано с гидронимом Летаука (Lietauka), названием притока Няриса. Это небольшая речка, протяженностью около 11 км, находящаяся в 30 км от Кернаве, важного политического центра древнего Литовского государства.
По мнению З. Зянкявичюса, слово Lietuvà восходит к прабалтийскому *lei̯tuvā, которое первоначально сопоставляли с лат. lītus «берег», однако эта этимология слаба с семантической точки зрения — историческая Литва не находилась на побережье. А. И. Попов считал, что название Литва родственно названиям Латвия и Латыгола (Летьгола). Существует версия о финно-угорском происхождении названия Литва.

## Древнейшая история
Территория современной Литвы, по данным археологических исследований, была обитаема людьми с конца 10-го — 9-го тысячелетий до н. э. Древнейшие стоянки обнаружены в юго-восточной части страны. С ростом числа поселений в 8-м — 6-м тысячелетиях до н. э. они появились в долинах рек Немана, Вилии, Меркиса. Обитатели их занимались охотой и рыболовством, использовали лук и стрелы с кремнёвыми наконечниками, скребки для обработки кожи, удочки и сети. В конце неолита (3-е — 2-е тысячелетия до н. э.) на территорию современной Литвы с юга и юго-востока Центральной Европы проникли носители культур шнуровой керамики и ладьевидных боевых каменных топоров, отождествляемые с индоевропейскими племенами. Они занимались земледелием, разводили домашних животных, выращивали зерновые культуры. Однако охота и рыболовство оставались основными занятиями местных жителей. С этого времени между Вислой и Западной Двиной начинает складываться культура предков балтийских племён.
В XVI веке до н. э. появились бронзовые орудия (топоры, наконечники копий, мечи, ножи, украшения), первоначально завозимые из Скандинавии, из Западной Европы и юга современной России, затем изготавливаемые на месте. В VI—V веках до н. э. к балтам приходят железные орудия. Местное производство изделий из железа начинается только в I веке н. э. Каменные и бронзовые орудия продолжали использоваться наряду с железными, затем инструменты и орудия изготовлялись преимущественно из железа, бронза применялась в изготовлении украшений. Распространение железных орудий (топоров для вырубки леса, деревянная соха с железным лезвием и т. п.) привело к развитию земледелия, ставшего основой хозяйства.
Балтийские племена были расселены на Балтийском поморье между устьями Вислы и Западной Двины; позже они заняли половину бассейна Западной Двины и почти весь бассейн Немана, на западе доходя до низовьев Вислы, на юге — до середины Западного Буга. По обряду захоронения балтские племена разделяются на западных и восточных. На территории, занятой современной Литовской Республикой, по нижнему течению Немана и его притокам, Дубисе и Невяже, жили восточно-балтские племена жмудь (жемайты), и аукштота (аукштайты). Отличительной этнической особенностью аукштайтов и жемайтов являются захоронения с конями, то есть рядом или около захоронения человека хоронили сожженного или не сожженного коня или его части — голову, копыта, шкуру; предметы конского снаряжения. Аукштайты и жемайты имели этноопределяющие женские украшения.
К западу от жмуди по берегу моря жили десять колен пруссов — западные балты. Захоронения пруссов, как правило, содержат прослойки глины, а также конские останки. Еще одна большая группа западных балтов — ятвяги жили к востоку от пруссов, соседствуя с аукштайтами и достигая Западного Буга и северных пределов Волыни.

## Раннее средневековье

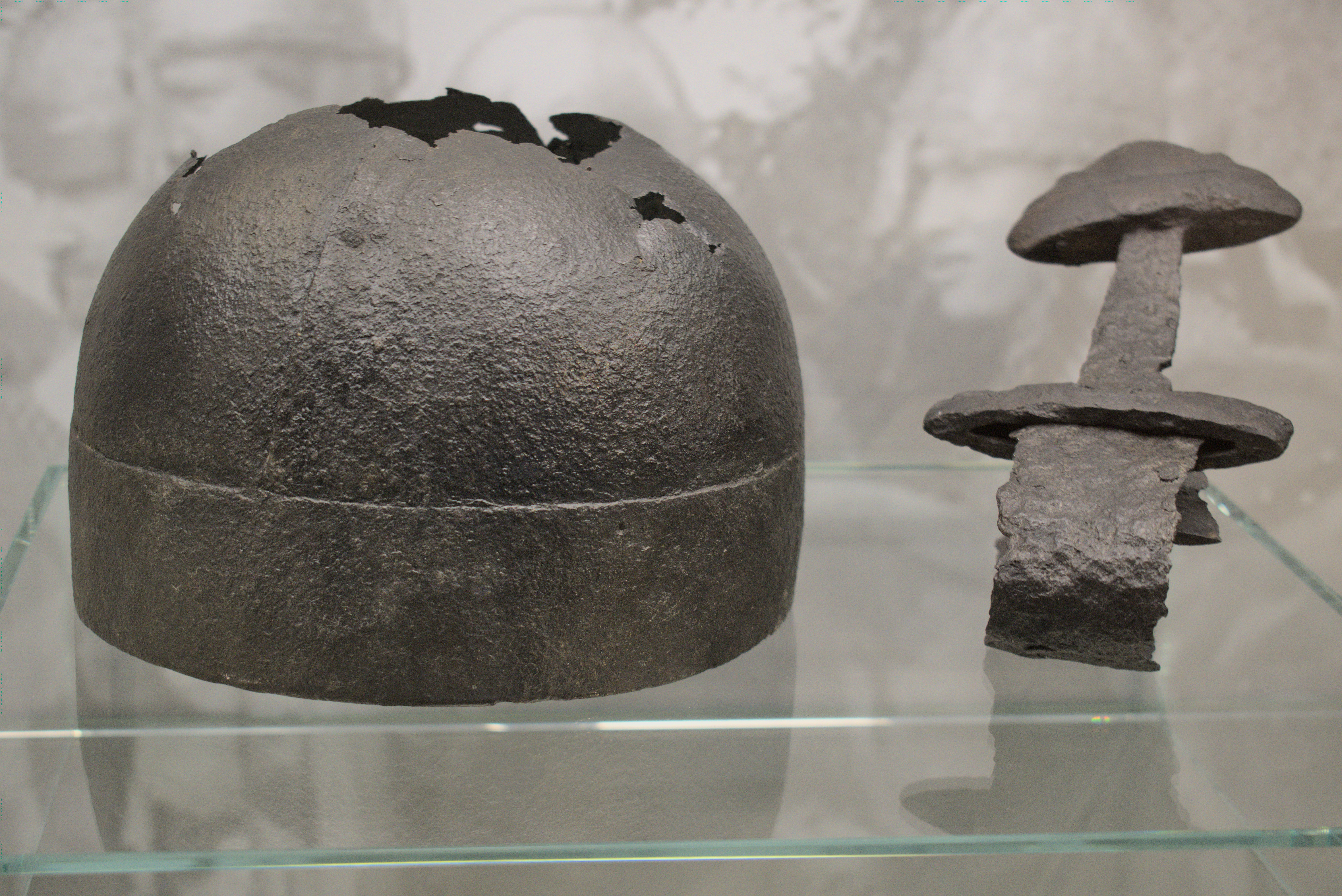
литовский шлем и меч XI—XII веков

Именно в верхнем и среднем Принеманье и землях по верхнему течению реки Вилии, на основании анализа летописных упоминаний, находилась летописная Литва XI—XIII веков. Традиционно считается, что этническую основу Литвы положили носители культуры восточнолитовских курганов. Соседями летописной Литвы были отчасти ливы, и славяне (кривичи, дреговичи, мазовшане, поморяне).

Карта балтийских племен в конце XII — начале XIII веков

К Х—XI векам относится формирование нескольких племен, известных под особыми названиями: летыгола (латгалы) — по правой стороне нижнего течения Западной Двины, жемгала (семигаллы) — по левому берегу её от середины до моря, корсь (курши, у западных писателей куроны) — на полуострове Рижского залива. Из всех этих народов более других развилась культура у пруссов, что объясняется их особым географическим положением, рано заставившим их вступить в борьбу с соседями. У пруссов развились народные мифы, сложились эпические сказания о Войдевуте и Прутене, образовался правильный культ богов и жреческое сословие, бывшее единственной связью между литовскими племенами.
В IX и X веках литвины занимались преимущественно звероловством, рыболовством, изредка земледелием; есть указание на бортевое пчеловодство и на скотоводство, особенно на разведение лошадей, которых они употребляли в пищу. Торговые сношения у них были с городами славяно-балтийского поморья и с землёй кривичей: они меняли шкуры, меха, воск на металлические изделия и оружие. Среди литовцев рано встречаются зачатки сословий: были роды, владевшие многочисленной не свободной челядью; из этих родов избирались местные князья (кунигасы). Рабами (несвободная челядь) были главным образом военнопленные. Жреческое сословие не составляло особой касты; доступ в него был свободен. Оно пользовалось громадным значением в народе и было многочисленно. Жрецы у литовцев назывались вайделотами (лит. Vaidila); были и жрицы вайделотки. Богам своим литовцы приносили в жертву животных, а в торжественных случаях — и людей. При погребении знатные сожигались вместе с любимыми предметами и рабами. Загробную жизнь литовцы представляли себе продолжением настоящей.
На большей части литовских земель в конце XII — начале XIII веков утвердилось уже по одному князю. В конце XII века по всей Литве возобладала одна группа князей, представителями которой были Стакис и Дангерутис. Сложилась конфедерация литовских земель. Начались систематические нападения литовцев на русские земли и на соседей по берегам Даугавы. Однако возникновение подконтрольной немцам Ливонии пресекло естественный процесс врастания родственных балтских племен в государство. Литовское воинство было вытеснено с берегов Даугавы. Конфедерация литовских земель утратила свои общебалтийские признаки, которые уже начинала приобретать. Со второй половины XII века в источниках упоминаются литовские князья, но власть их простирается только на незначительную территорию. Отсутствие политической организации сказалось особенно тяжело после того, как с конца XII века и с начала XIII века на границах литовской земли стали поселяться немцы, с каждым годом продвигавшиеся все дальше. Сначала балтские племена стараются, каждое в отдельности, отстоять свою самостоятельность; когда силы их ослабевают, они примыкают к государствам ближайших соседей, напр. князей славянского поморья, Святополка и Мествина. Это, впрочем, только на время задержало наступление немцев, к концу XIII в. окончательно подчинивших себе пруссов, латышей и жемгалу.

## Великое княжество Литовское

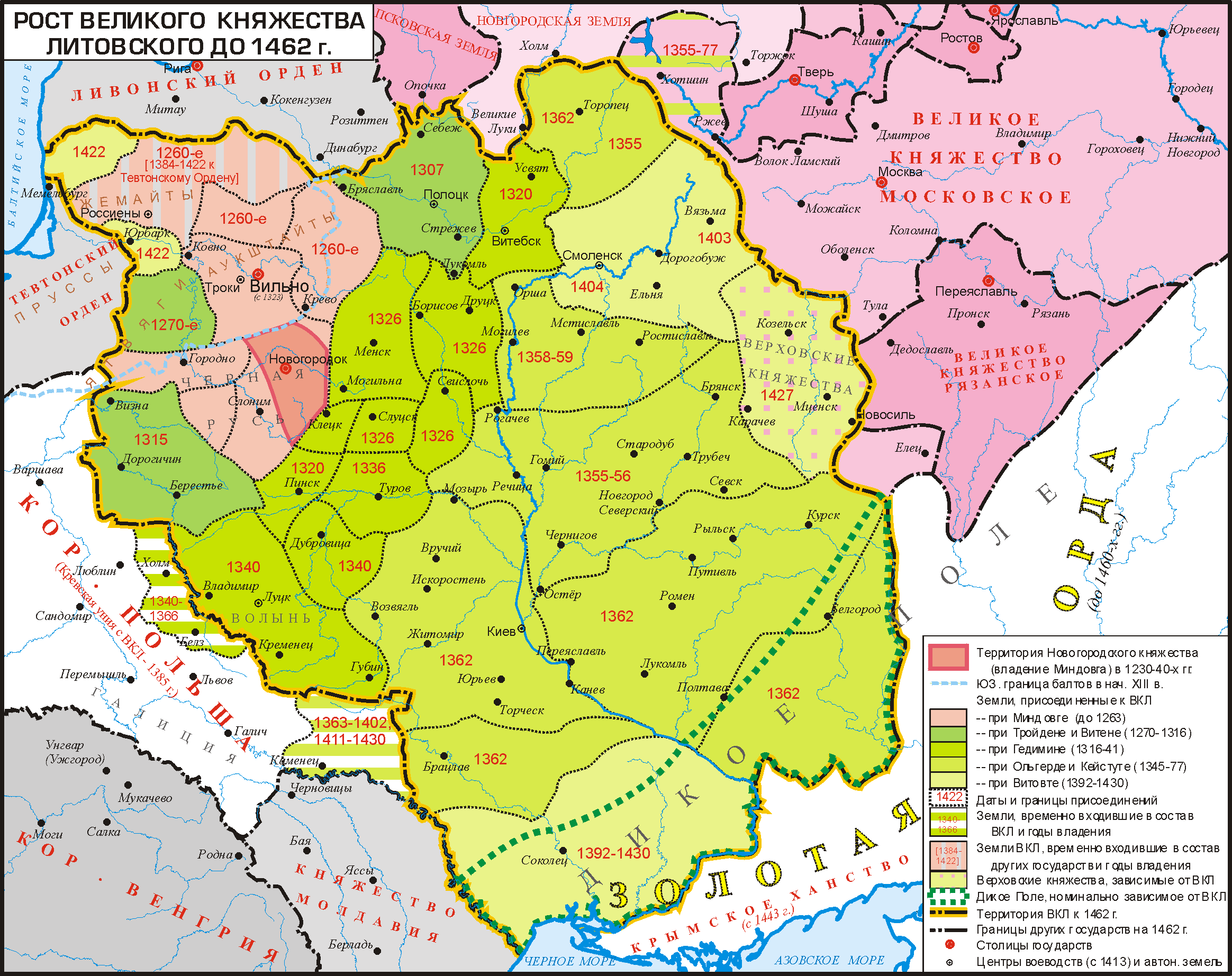
Рост Великого Княжества Литовского до 1462 года

Зарождение государства относят к XIII веку. Свидетельством существования отдельных догосударственных образований считается договор 1219 года между галицко-волынскими князьями и 21 литовским князем. В договоре среди 5 старших князей упоминается Миндовг (жил ок. 1195—1263, правил 1238—1263), который, унаследовав власть в своём уделе от отца, около 1236 года уничтожил или изгнал соперников, объединил под своей властью земли изначальной Литвы.
Единовластный правитель Литвы Миндовг выдвинулся, когда Русь поработили татары. Если ранее литовские дружины только грабили окраины раздробленной Руси, теперь соотношение сил еще более изменилось в пользу Литвы. Литовцы пытались нападать на Смоленщину, Новгородскую землю, Полоцк, Волынь. Несмотря на неуспехи, южная граница Литовского государства заметно продвинулась, включив Новгородок, Слоним и Волковыск с окрестностями.
Под его властью в 1236—1258 годах сложилось государственное образование на части территории современных Литвы и Белоруссии между средним течением Немана, Вилией и её притока Святой.
Процесс формирования нового государства был довольно продолжительным и происходил путём династических браков, соглашений (в редких случаях захвата) между отдельными княжествами при сохранении льгот, привилегий и конкретного самоуправления (по принципу «старины не рушить, новизны не вводить»).

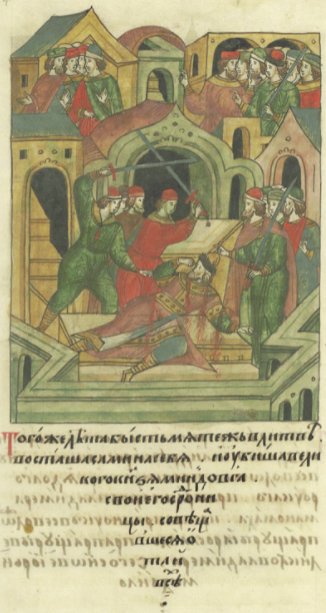
Убийство Миндовга. Миниатюра Лицевого летописного свода, XVI век

Экспансия немецких крестоносцев на протяжении нескольких веков была также определяющим фактором истории Литвы. Первый значительный поход меченосцев окончился их поражением в битве при Сауле (Шяуляй) в 1236 году от жемайтов (жмудь) с жмудским князем Викинтом, как полагают, во главе. После гибели в бою магистра ордена и 48 из 55 рыцарей, против ордена восстали покорённые курши, земгалы, селоны и орден утратил завоёванные им земли на левом берегу Западной Двины.
Немецкие крестоносцы вовлекались в междоусобную борьбу литовских князей. Князь Товтивил, владения которого захватил Миндовг в конце 1240-х, заключил союз с Даниилом Галицким, женатым на его сестре, и принял крещение в Риге. Когда началась война объединённых сил Даниила Галицкого и Ливонского ордена против Миндовга, тот был вынужден (1250) отправить послов через Ригу к папе римскому Иннокентию IV, получить его согласие на крещение и принять крещение в 1251. Ливонский орден прекратил воевать с Миндовгом и оказал ему поддержку в войне против галицко-волынского князя. В июле 1253 года Миндовг был коронован королём Литвы. Литва была признана христианским королевством. Миндовг отдал Ливонскому ордену за поддержку часть земель. По окончании войны с Даниилом Галицким Миндовг уступил Литву («все города свои») сыну Даниила Роману в качестве своего вассала (но вскоре эти земли вновь перешли под контроль Миндовга), и отдал свою дочь в жёны другому сыну Даниила Шварну.
Между тем крестоносцы во второй половине XIII века завладели всеми землями пруссов от устья Вислы до Куршского залива, несмотря на их сопротивление. Сопротивление западных балтов (битва при Дурбе, 1260; восстание пруссов под руководством Геркуса Мантаса, 1260—1274) сдержало экспансию крестоносцев в литовские земли и позволило укрепиться государству. Вероятно, сопротивление родственных племён крестоносцам повлияло на возвращение Миндовга к язычеству (1261) и его решение, разорвав мир с Ливонским орденом, заключить союз с Александром Невским. Войска Миндовга и Тройната вторглись в Ливонию, но взять замок Цесис не смогли.
Стремление Миндовга к единоличному правлению порождало врагов. 12 сентября 1263 года Миндовг был убит князьями Тройнатом и Довмонтом.
По мнению ряда белорусских историков, созданная в период существования Полоцкого и Туровского, а позже Гродненского, Новогрудского, Смоленского и других княжеств материальная и духовная культура стала основой государствообразующих процессов на территории Верхнего и Среднего Принеманья. Подобные процессы были проявлением и органической частью мирного балто-славянского взаимодействия в биэтничном регионе. Переход балто-славянского симбиоза на новую ступень эволюции произошло вследствие разрушения политической системы Восточной Европы (агрессия Ливонского и Тевтонского орденов, монголо-татарское иго).
Созданное Миндовгом государство не распалось. Власть в нем принадлежала Тройнату (1263—1264), затем сыну Миндовга Войшелку (1264—1267). Войшелк, на сестре которого был женат Шварн, поддерживал тесные контакты с галицкими и волынскими князьями, при поддержке их дружин завладел властью в Литве. Жмудь его власти не подчинилась и фактически, как полагают, он правил только Чёрной Русью (сейчас — северо-западная часть Белоруссии) и южной частью Литвы. Продолжая политику централизации Литвы, Войшелк победил Довмонта (бежал в Псков) и других удельных князей. Войшелк оставил власть Шварну (1267—1269) и был убит, по некоторым сведениям, его братом Львом, также стремившимся к власти над литовским княжеством. После смерти Шварна властью завладел князь Тройден (1269 или 1270—1282). Он успешно воевал с Ливонским орденом (битвы 1270, 1279) и с волынскими князьями. После смерти Тройдена князем стал, по-видимому, Довмонт. После гибели Довмонта правили сначала Будикид, затем Пукувер Будивид. Пукувер Будивид, отец Витеня и Гедимина, стремился отразить экспансию крестоносцев в южную часть Жемайтии.

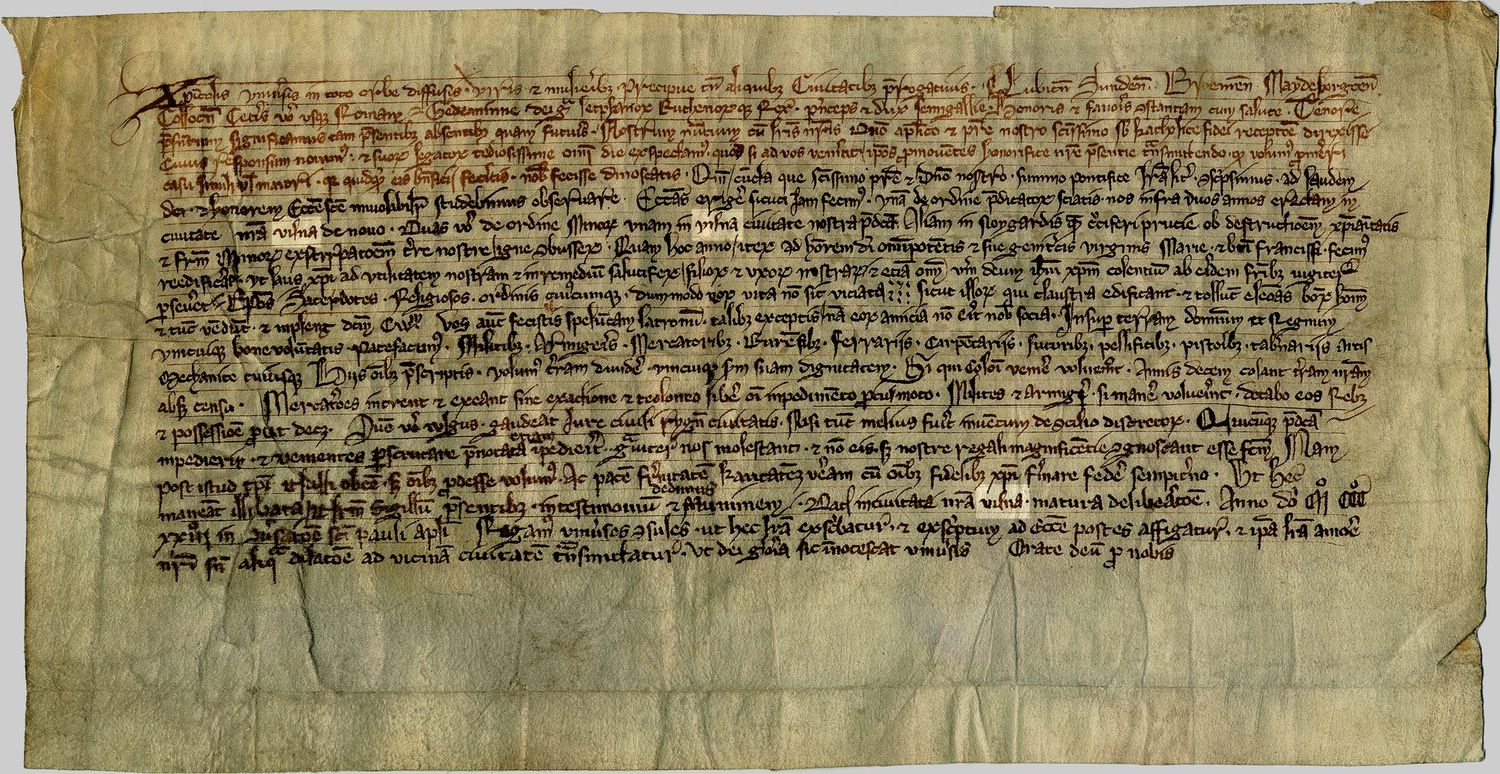
Письмо Гедимина с первым упоминанием о Вильнюсе в 1323 году

После Пукувера Будивида правил сначала один из его сыновей Витень (1295—1316), способный полководец и дипломат. Он успешно воевал против Ливонского ордена и предпринял одиннадцать походов в прусские владения Тевтонского ордена. Витень подчинил себе Пинское и Туровское княжества, брестские и дрогичинские земли. Вскоре к ВКЛ добровольно присоединился остаток удельных княжеств на территории современной Белоруссии: Полоцк — в 1307 году; Витебск — в 1320 году; Минск — в 1320-е — 1330-е годы; Мстиславль — в 1358 году.
Тем временем крестоносцы возвели на левом берегу Немана крепости Рагнит (Неман, 1288), Тильзит (Советск, 1288), Христмемель (1313), на правом — Георгенбург (Юрбаркас, 1336), Байербург (Раудоне, 1337) и совершали из них постоянные нападения на литовские земли. После Витеня великим князем литовским стал его брат Гедимин, основатель династии Гедиминовичей. Ведя ожесточённую борьбу с немецкими рыцарями, он нанёс им ряд поражений и в 1322 заключил союз с князем Мазовии и в 1325 — с королём Польши Владиславом Локотком. Важным его достижением было создание Литовской православной митрополии с центром в Новогрудке. Во время правления Гедимина впервые упоминается город Вильнюс (лат. Vilna). В 1324 году после победы в битве на реке Ирпень войска Гедимина заняли Киев.
После смерти князя Гедимина Великое княжество Литовское было разделено между семью его сыновьями и братом Воином. Младший из сыновей Гедимина, Евнутий, сидел в стольном городе Вильне. По мнению Владимира Антоновича, он не был великим князем: все сыновья Гедимина сохранили полную самостоятельность и никто из них не пользовался старшинством. В 1345 году Кейстут, по предварительному уговору с Ольгердом, занял Вильну и передал виленские земли Ольгерду. Евнутию братья выделили Заславль, находившийся в трех днях пути от Вильны.

Прорисовка печати Великого князя Литовского Ольгерда. Ок. 1366 г.

Ольгерд способствовал развитию строительства в городе православных церквей (старейшей в Вильне являлась церковь Св. Николая Чудотворца; в первой половине 1340-х годов в городе был монастырь, в котором жила сестра Гедимина. Датой основания Пятницкой церкви считают 1345 год, а Пречистенской — 1346 год; Свято-Троицкая церковь построена после совещания православных с Ольгердом.
Ольгерд и Кейстут заключили договор, по которому братья должны сохранять тесный союз и дружбу, все новые приобретения делить поровну. Ольгерд занял княжеский престол в Вильне, Кейстут же — резиденцию субмонархов в Троках. Новый порядок не встретил серьёзного сопротивления со стороны удельных князей, кроме неудачных попыток Евнутия и Наримунта найти поддержку за границей.
Борьбу Литвы с крестоносцами вёл главным образом Кейстут. Ольгерд все свои усилия направил на то, чтобы расширить пределы литовского государства за счёт русских земель и усилить влияние Литвы в Новгороде, Пскове и Смоленске. Псковичи и новгородцы лавировали между Ливонией, Литвой и Ордой, но в конце концов в Новгороде образовалась литовская партия, уступавшая в значении и влиянии партии московской, но все же представлявшая ей значительный противовес. Однако когда в Новгороде усилились действия московской партии, Ольгерд предпринял военный поход на Новгород. Результатом этого похода стало разграбление нескольких приграничных новгородских волостей. В Смоленске Ольгерд выступил защитником смоленского князя Ивана Александровича и обязал его действовать с ним заодно. Сын Ивана Александровича, Святослав, стал уже в положение совершенно зависимое от литовского князя: он обязан и сопровождать Ольгерда в походах и давать смоленскую рать для борьбы с крестоносцами. Малейшее уклонение Святослава от этих обязанностей влекло поход Ольгерда на Смоленскую землю и опустошение её.
В 1350 году Ольгерд женился во второй раз, на дочери тверского князя Александра Михайловича (убитого в Орде вместе со старшим сыном Фёдором) княжне Ульяне.
Около 1355 Ольгерд «повоевал» Брянск, после чего ему подчинились и многие другие из уделов, на которые распадалось чернигово-северское княжение. Все чернигово-северские земли Ольгерд разделил на три удела: своему сыну Дмитрию он дал Чернигов и Трубчевск, Дмитрию-Корибуту младшему — Брянск и Новгород-Северск, племяннику Патрикею Наримунтовичу — Стародуб Северский.
В 1362 году Ольгерд разбил на берегах реки Синие Воды (левого притока Южного Буга) трёх татарских князей Крымской, Перекопской и Ямбалуцкой орд, пытавшихся вновь подчинить себе Подольскую землю, отвоёванную у них отцом Ольгерда, Гедимином. В руках Ольгерда оказался полный контроль над обширным пространством земли — вся левая половина бассейна Днестра, от устья реки Серет до Чёрного моря, весь бассейн Южного Буга, днепровские лиманы и пространство вверх по Днепру до впадения реки Роси.
Княжившего в Киеве с 1320-х годов Фёдора сменил сын Ольгерда Владимир. За обладание Волынью Ольгерду пришлось выдержать упорную борьбу с польским королём Казимиром III. Поначалу литовское войско изрядно продвинулось на Волыни, однако вскоре польский король пошел в контрнаступление, а позднее предпринял и объединенный поход с Венгрией и Мазовией. Под началом Людовика Венгерского многочисленное войско вторглось в Трокское княжество и едва не вынудило креститься брата Ольгерда, Кейстута. Однако по дороге к месту крещения тот сбежал. Долголетний спор был закончен лишь в 1377, при Людовике, преемнике Казимира. Между Ольгердом и Людовиком был заключен договор, по которому уделы Берестейский, Владимирский и Луцкий были признаны за Литвой, а Холмская и Белзская земли отошли к Польше.

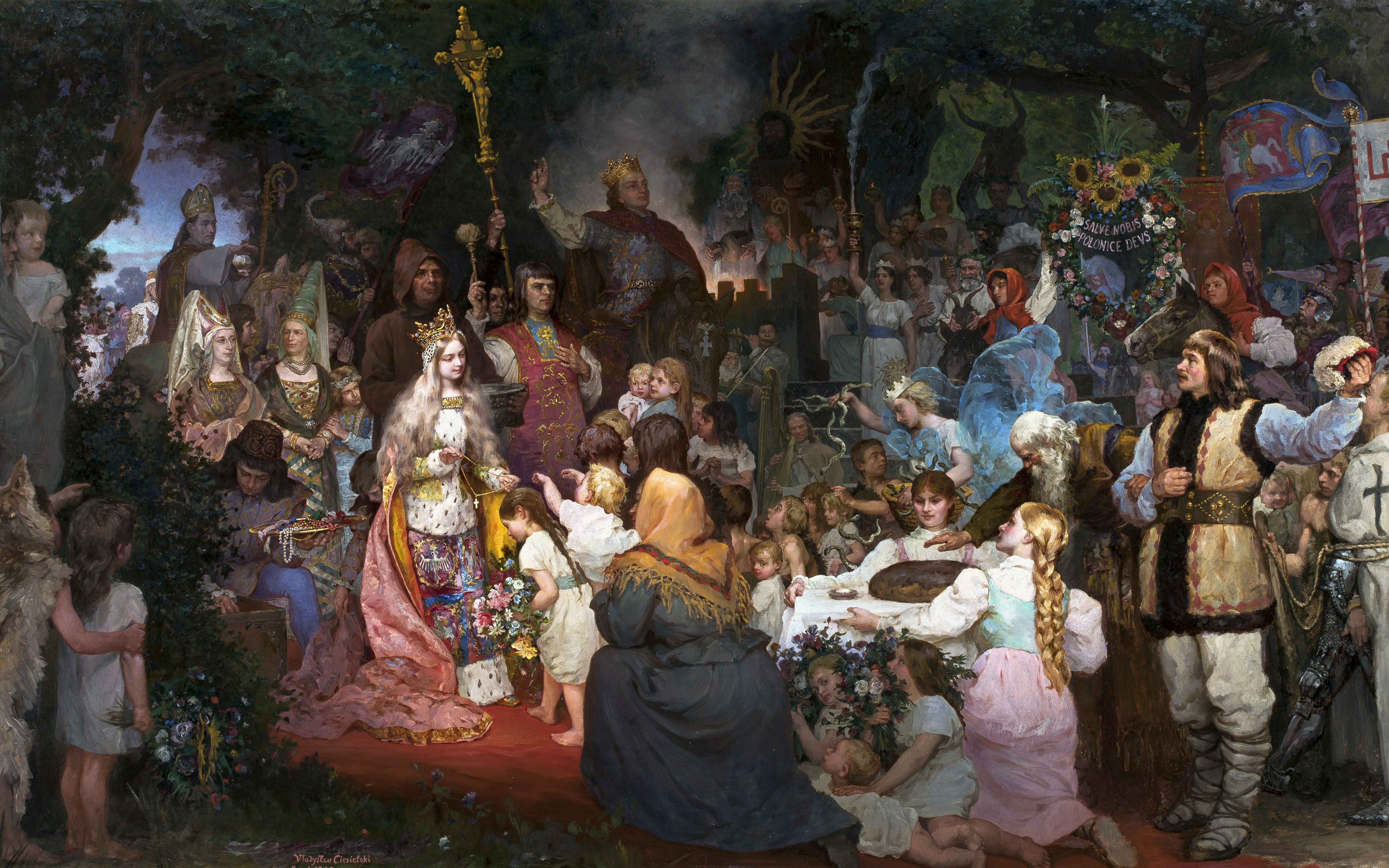
Крещение Литвы (1900)

Завещание Ольгерда посеяло смуту в Литве, так как свою часть Великого княжества (Виленскую), он завещал не самому старшему сыну (соответственно, от первой жены), а Ягайле, любимому сыну от второй жены. В 1385 году великий князь литовский Ягайло и польские дворяне заключили Кревскую унию, согласно которой Ягайло обязался крестить Литву и жениться на польской королеве Ядвиге. Своим наместником в Литве он назначил брата Скиргайло. В 1386 году Ягайло был коронован королём Польши, а в 1387 году официально крестил Литву.
С 1392 года Литвой фактически правил великий князь Витовт, кузен и формальный наместник Ягайлы. Во время его правления (1392—1430) Литва достигла вершины своего могущества. Изнурительная борьба с Тевтонским орденом, в ходе которой Витовт сам пользовался помощью ордена против Ягайло, достигла апофеоза в 1410 году, когда орден был разбит в Грюнвальдской битве объединёнными войсками Литвы во главе с Витовтом и Польши во главе с Ягайло. После Грюнвальдской битвы к Литве была присоединена Жмудь. С конца правления Витовта за государством окончательно закрепилось название — «Великое княжество Литовское, Жемайтское и Русское». Государственным языком (языком работы великокняжеской канцелярии) в Великом княжестве Литовском был старобелорусский. Современный литовский язык употреблялся в основном в домашнем общении на территории расселения литовского этноса. После смерти Витовта В Литве началась гражданская война между сторонниками Свидригайло Ольгердовича и Сигизмунда Кейстутовича. Война закончилась победой Сигизмунда, но вскоре его убили. Новым королем стал сын Ягайлы Казимир Ягеллон.

Ян Матейко. Грюнвальдская битва (1878)

Казимир Ягеллон (1440—1492) расширил международное влияние династии Ягеллонов — подчинил Польше Пруссию, посадил своего сына на чешский и венгерский троны. В 1492—1526 существовала политическая система государств Ягеллонов, охватывавшая Польшу (с вассалами Пруссией и Молдавским княжеством), Литву, Чехию и Венгрию.
Для студентов, происходящих из Содружества, использовалось несколько форм нотации (Polonus, Prutenus, Lituanus, Roxolanus), идентификация которых очевидна. Однако часто авторы ограничивались указанием только национальности ученика или студента (например, Sigismundus Polonus, Martinus Prutenus) или провинции или земли (Varmiensis, Prutenus), поэтому дальнейшая идентификация этих персонажей затруднена. Однако в случае с другими источниками, касающимися территориального происхождения учеников и студентов, многие населенные пункты трудно идентифицировать (Czetzihoviensis, Krgensis, Civimontanus, Kerzan, Dobovicensis, Dlugosensis, Gomornicensis, Wierichoviensis, Hanussoviensis) или их названия встречались несколько раз на территории Содружества и в разных воеводствах. Например, Litvicenus — Litwicze в Бориславском повяте или Litwica в Ошмянском повяте: в 1585 [mag] степень магистра получил студент из польского дворянского рода Литвицкие герба Порай, записанный как Станислав Литвиц (Litwiccy) Литвиценус Полонус — по месту происхождения.

## Речь Посполитая
В 1569 году в Люблине была заключена уния с Польшей (по её условиям украинские земли Великого княжества Литовского были переданы Польше — ранее в неё входили только Русское, Хелмское и Белостокское воеводства). Согласно акту Люблинской унии Литвой и Польшей правил совместно избираемый король, а государственные дела решались в общем Сейме. Однако правовые системы, армия и правительства оставались отдельными.
В 1588 году была издана третья редакция Статута Великого княжества Литовского.
В XVI—XVIII веках в Великом княжестве Литовском господствовала шляхетская демократия, происходила полонизация шляхты и её сближение с польской шляхтой.

## Российская империя

Литва 1867—1914

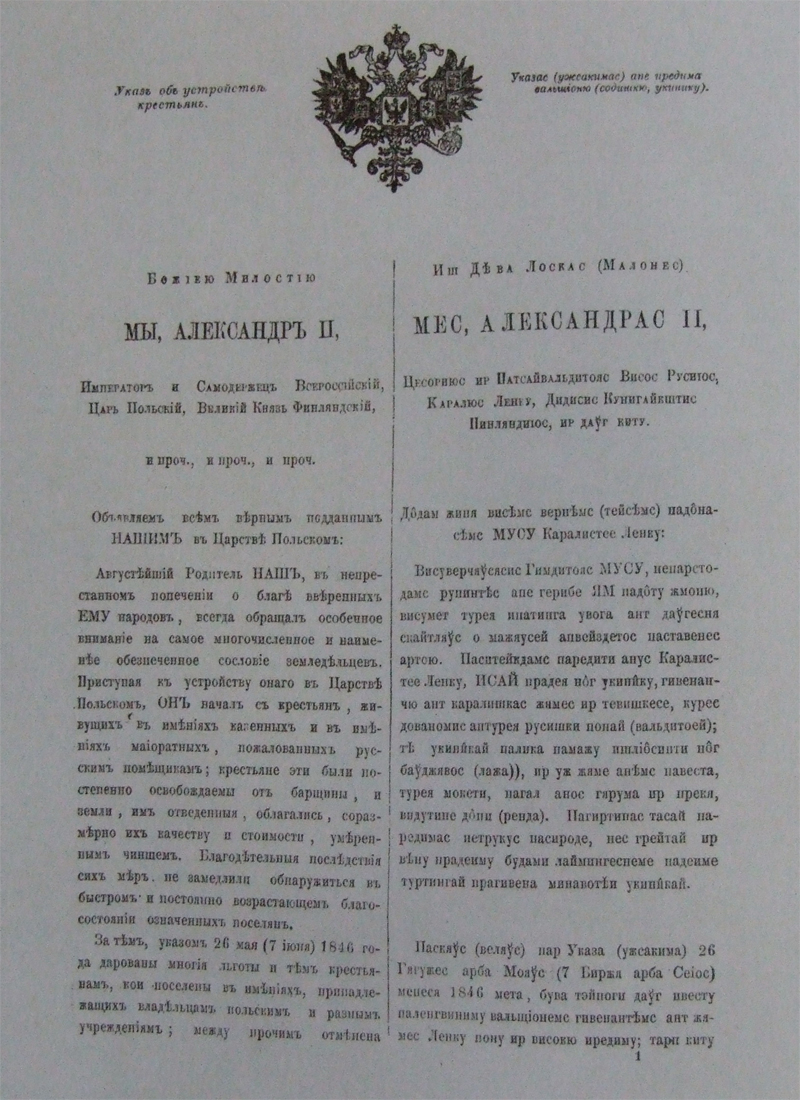
Эдикт Александра II на русском и литовском языках

В XVIII веке, после Северной войны, польско-литовское государство пришло в упадок, попав под фактический протекторат Российской империи. В 1772, 1793 и 1795 годах вся территория Речи Посполитой была поделена между Россией, Пруссией и Австрией. Бо́льшая часть Великого княжества Литовского была присоединена к России.
Попытки восстановить государственность вызвали переход польско-литовского дворянства на сторону Наполеона в 1812 году, а также восстания 1830—1831 годов и 1863—1864 годов, которые окончились поражением. Во второй половине XIX века на территории бывшего Великого княжества Литовского начали формироваться литовское и белорусское национальные движения.
В начале XIX века использование литовского языка в значительной степени ограничивается литовскими сельскими районами; единственная область в Литве, где литовский язык использовался в качестве литературного, была Малая Литва, находившаяся под властью Пруссии. Но и там приток немецких иммигрантов угрожал литовскому языку и культуре прусских литовцев. Несколько факторов поспособствовали национальному движению: на литовский язык обратили внимание учёные-лингвисты; после отмены крепостного права в Российской империи в 1861 году, социальная мобильность увеличилась, и появился класс литовской интеллигенции, происходивший из литовского села. В католической церкви были ослаблены барьеры, которые ранее мешали простолюдинам во время богослужений. Более тесные отношения сложились между священниками-литовцами и прихожанами, их объединяло желание использовать литовский язык. Складывающееся национальное движение стремилось дистанцироваться от польских и российских влияний, и использование литовского языка рассматривалось как важный аспект этого движения.
Развитие литовской национальной культуры и национальной идентичности затруднялось запретом на литовскую латиницу (до 1904 г.) и запретом литовских газет. Это была одна из репрессивных мер, которая последовала после восстания 1863 года. Тем не менее, печать книг на литовском языке продолжалась за пределами Российской империи. Национальное движение началось среди студентов и молодёжи, которые обучались в университетах Российской империи и иностранных государств. Многие из них были сыновьями зажиточных крестьян, и, таким образом, будучи выходцами из крестьянского сословия, были менее затронуты полонизацией. Началась публикация литовских газет Аушра и Варпас, а затем публикация стихов и книг на литовском. Они выпускались в США и Восточной Пруссии, в Литву ввозились контрабандой.
Наиболее активными участниками Литовского национального пробуждения были Винцас Кудирка, Йонас Басанавичюс. Политические требования были высказаны на Великом Вильнюсском сейме в 1905 году.

## Первая мировая и гражданская войны. Создание независимого Литовского государства

Наступление Красной Армии в 1918—1919 годах

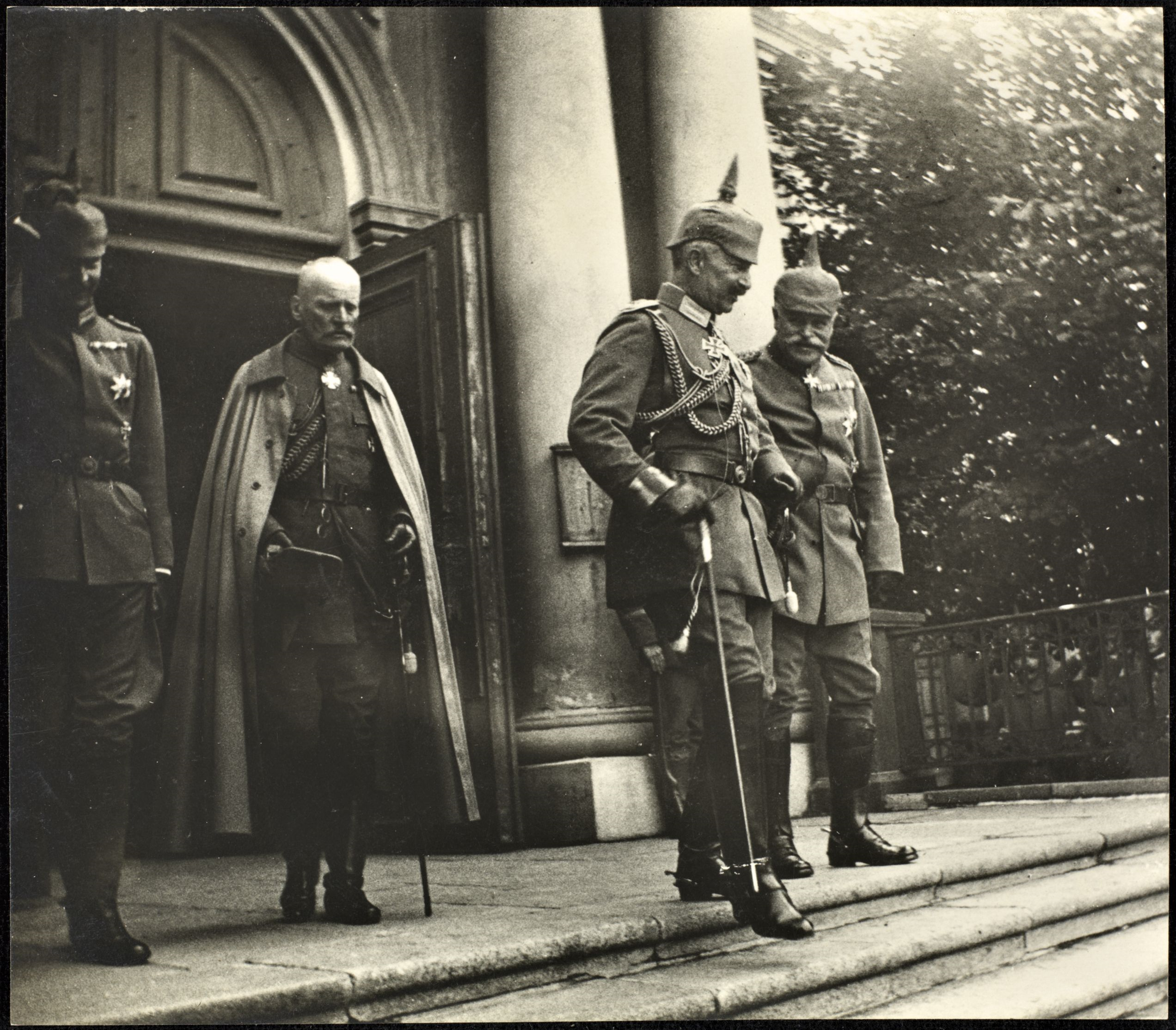
Визит императора Германии Вильгельма II в Вильну, 1917 год

В Первую мировую войну летом 1915 года территория Литвы была оккупирована Германией.
18—22 сентября 1917 года под руководством немецкой оккупационной администрации проходит конференция, на которой было объявлено о создании совета литовского народа — Литовская Тариба. 16 февраля 1918 года в Вильне представительство литовского народа (лит. Lietuvos Taryba) — провозгласило восстановление отдельного независимого Литовского государства.
Это — уже второе за несколько месяцев провозглашение независимости Литвы. В отличие от принятой 11 декабря 1917 года под диктовку германских властей декларации, документ от 16 февраля говорит о полной независимости Литвы — и от России, и от Германии. Однако документ от 16 февраля дает самостоятельность только «на бумаге». После заключения Брест-Литовского мирного договора Германия игнорирует декларацию 16 февраля и, ссылаясь на резолюцию 11 декабря, взвешивает возможность создать Литовское королевство с германским монархом.
11 июля страна была провозглашена Литовским королевством. На престол решено было пригласить немецкого принца Вильгельма фон Ураха. Но уже 2 ноября решение о монархическом строе было отозвано.
В ноябре 1918 года после капитуляции Германии в Первой мировой войне часть территории Литвы была занята войсками РККА.
Сформированное большевиками в декабре, во время наступления Красной Армии, Временное революционное рабоче-крестьянское правительство Литвы (лит. Lietuvos laikinoji revoliucinė darbininkų ir valstiečių vyriausybė) в занятом частями РККА Двинске (Даугавпилсе) опубликовало манифест, провозгласивший низложение власти германских оккупантов, роспуск Литовской Тарибы, переход власти к Советам депутатов трудящихся и создание Литовской Советской Республики. Одновременно прошли коммунистические демонстрации в городах Литвы (а в некоторых появились и Советы рабочих депутатов, реальной властью, как правило, не обладавшие).

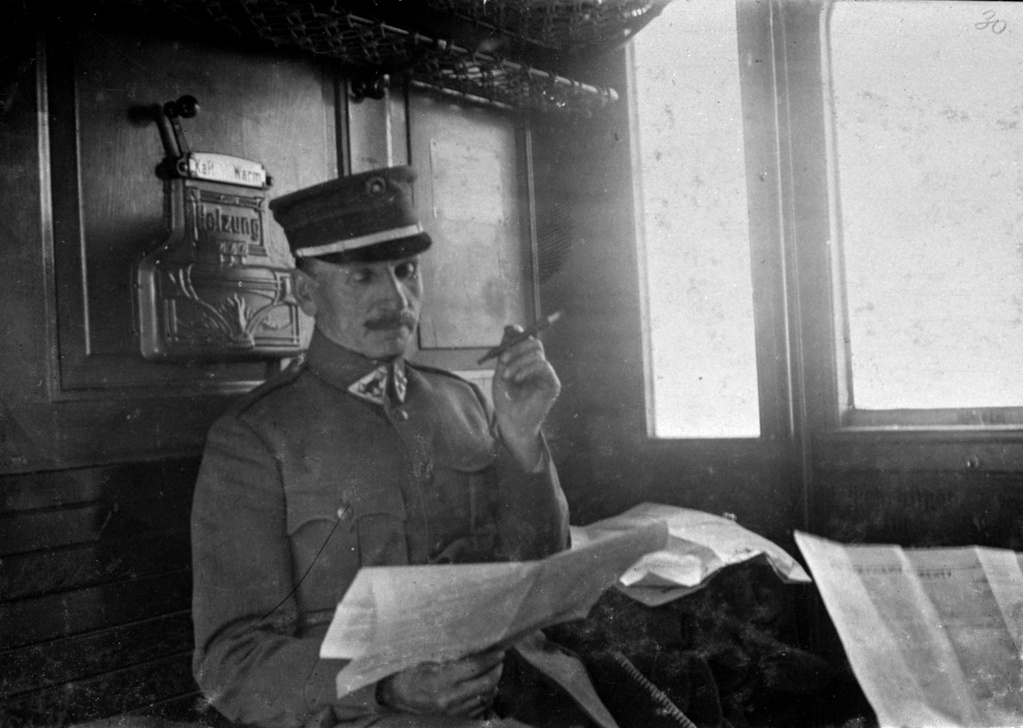
Главнокомандующим армии Литвы С. Жукаускас, 1919 год

Наступление литовских и польских войск, 1919 г.

В январе 1919 года красные части заняли большую часть территории Литвы, с которых были выведены немецкие войска. Образованные ранее Советы разгонялись и вместо них создавались Ревкомы. 5 января части Красной Армии заняли Вильно, куда переехало советское правительство Винцаса Мицкявичюса-Капсукаса. В связи с осложнением положения на фронтах Гражданской войны в России, вызванными наступлениями белых армий А. В. Колчака, Н. Н. Юденича, А. И. Деникина и польских частей, 27 февраля 1919 года Литовская советская республика объединилась с Советской Белоруссией в Литовско-Белорусскую Советскую Социалистическую Республику (Республика Литбел), просуществовавшую около полугода (февраль — август 1919) на контролируемых красными и их сторонниками территориях Литвы и Белоруссии. Летом 1919 года части Красной Армии были выбиты с территории Литвы.
Но ещё весной 1919 года в связи с продвижением польских войск на восток начались столкновения между ними и литовскими войсками. 18 июня 1919 года государства Антанты провели первую демаркационную линию между Польшей и Литвой. Представители Литвы не принимали участия в проведении этой линии, поэтому Литва её не признала, а польские войска быстро перешли её. 27 июля 1919 года была установлена новая демаркационная линия, однако польские войска перешли и её. Правительство Польши отказалось признать литовское государство с Вильно в качестве столицы. 22—28 августа 1919 года произошли ожесточенные бои между польскими и литовскими войсками возле города Сейны, однако литовская армия не смогла его занять. Затем, в конце августа — начале сентября 1919 года, тайная Польская военная организация попытались организовать государственный переворот в столице Литвы Каунасе, но этот заговор был раскрыт. 8 декабря 1919 года была провозглашена так называемая линия Керзона, которая оставляла Вильно Литве. Представители государств Антанты потребовали, чтобы Польша отвела войска из Литвы.
Белогвардейско-немецкие войска под командованием Павла Бермонта и официально известные как Западная добровольческая армия в июне 1919 года пересекли литовско-латвийскую границу и взяли город Куршенай. В октябре 1919 года бермонтовцы заняли значительные территории на западе Литвы (Жемайтия), в том числе такие города как Шяуляй, Биржай и Радвилишкис. На занятых территориях официальным признавался только русский язык. На занятых белогвардейцами территориях литовцы организовывали партизанские отряды. В октябре 1919 года литовские войска начали наступление на бермонтовцев, добившись важных побед 21 ноября и 22 ноября возле Радвилишкиса, крупного железнодорожного узла. Позднее столкновения были остановлены вмешательством представителя Антанты, французского генерала Анри Нисселя, который следил за выводом немецких войск. К 15 декабря 1919 года бермонтовцы были полностью выведены из Литвы.
Во время наступления польской армии в ходе советско-польской войны советское правительство 12 июля 1920 года заключило Московский договор о признании независимого литовского государства (со столицей в Вильно и обширными территориями к юго-востоку от города, включая Гродно, Ошмяны, Лиду).
14 июля 1920 года РККА (3-й кавалерийский корпус Г. Гая) повторно заняла Вильно, 19 июля — Гродно, однако формально переданные Литве территории контролировались советскими войсками. Лишь после эвакуации красных частей (26 августа) из Вильно в город 28 августа вступили литовские войска.

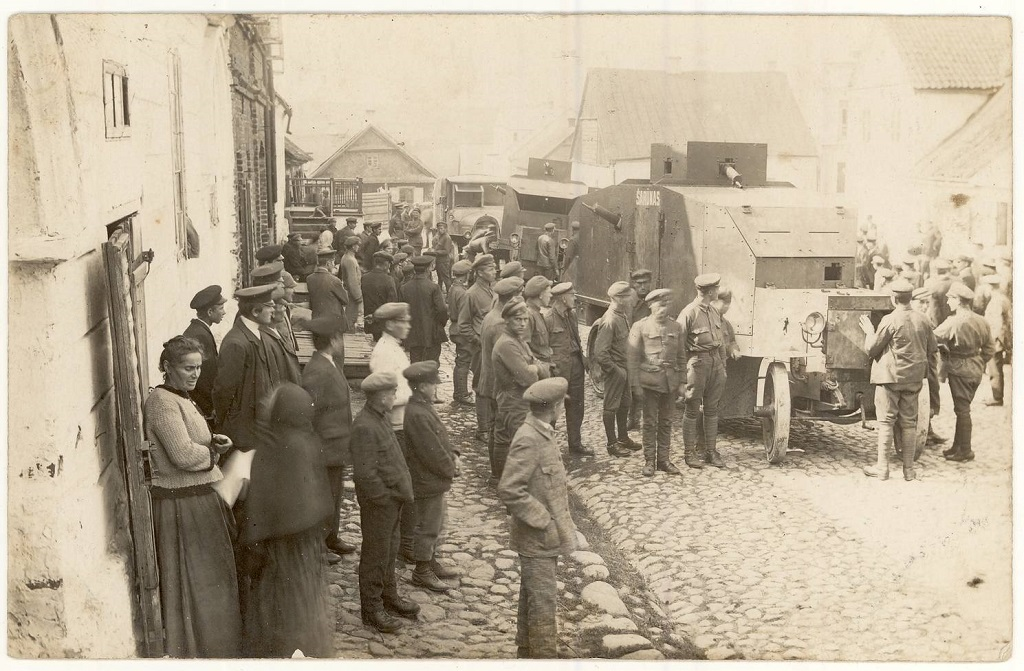
Броневики литовской армии в городке Сейрияй, сентябрь 1920 года

Однако после победы под Варшавой польские войска перешли в наступление, и преследовавшие отступавшие советские войска поляки вновь заняли часть территории Литвы. 28 августа 1920 года польские войска заняли Августов, а 31 августа — Сувалки и Сейны. Для предотвращения дальнейших столкновений под давлением военной контрольной комиссии Лиги Наций 7 октября 1920 года в городе Сувалки был подписан договор, предусматривавший прекращение боевых действий, обмен пленными и демаркационную линию, разграничивающую литовские и польские территории таким образом, что большая часть Виленского края оказывалась под контролем Литвы. Договор должен был вступить в действие 10 октября 1920 года. Но накануне, 9 октября, польские войска 1-й литовско-белорусской дивизии генерала Люциана Желиговского заняли Вильно. 12 октября Желиговский провозгласил себя верховным правителем созданного им же государства «Срединная Литва» (до проведения выборов в орган, полномочный решать судьбу края). По резолюции Виленского сейма, образованного выборами 8 января 1922 года, принятому 20 февраля 1922 года, и Акту воссоединения Виленского края, принятому Учредительным сеймом в Варшаве 22 марта 1922 года, Виленский край в одностороннем порядке вошёл в состав Польши.
Клайпедский край (Мемельланд), населённый в основном прусскими литовцами и немцами, по решению Лиги Наций находился под временным управлением французской администрации. В 1923 году в результате восстания местных литовцев и при негласном участии литовской полиции Клайпедский край был присоединён к Литве на правах автономии. Французская администрация не предприняла никаких шагов для борьбы с восстанием, 16 февраля 1923 года страны Антанты признали присоединение Клайпедского края к Литве.

## Межвоенный период

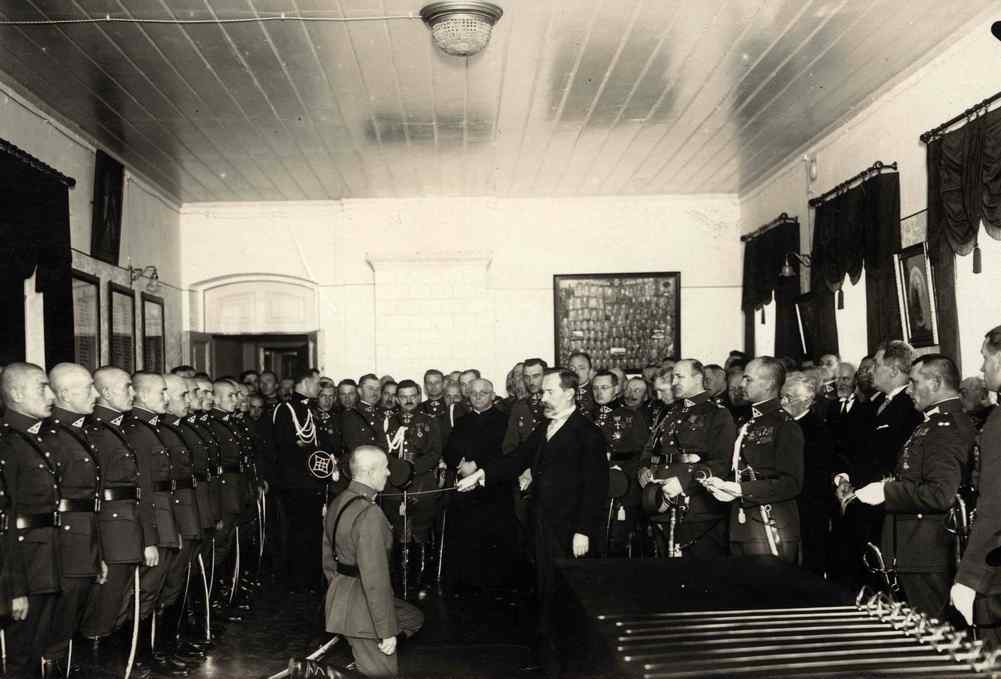
Президент Антанас Сметона приводит к присяге солдат литовской армии

Изменение границ Литвы в 1939—1940 гг.
Клайпедский край захваченный Германией в 1939 г.
Территория к западу от реки Шешупе, выкупленная СССР у Германии в 1941 г.
Территории переданные Советским Союзом Литве в 1939—1940 гг.

### Первая республика
В 1920—1922 годах Литовское государство было признано международным сообществом. В то же время Вильна и весь Виленский край, населённый литовцами, белорусами, поляками и евреями, в период с октября 1920 по март 1922 года представляли собой марионеточное образование — Срединную Литву, — а затем до сентября 1939 года входили в состав Польши в качестве Виленского воеводства.
В 1922 году в Литве была принята конституция, предусматривавшая создание парламентской республики. В 1923 году была проведена перепись населения.
В августе 1924 года в Каунасе прошёл первый «Праздник Песни».
В 1926 в Литве произошёл военный переворот, возглавивший его лидер партии таутининков Антанас Сметона установил авторитарный режим, который был закреплен в конституции 1938 года.
12 сентября 1934 года по инициативе Литвы в Женеве был создан политический союз Эстонии, Латвии и Литвы, иначе называемый Балтийской Антантой.
22 марта 1939 Германия предъявила Литве ультиматум с требованием передать ей район Клайпеды, который Литва была вынуждена принять.

## Вторая мировая война
18 сентября 1939 года Вильно заняла Красная Армия, однако в отличие от остальной территории восточной Польши город не был включён в состав Советской Белоруссии. Через месяц, несмотря на то, что численность литовцев в Вильно составляла лишь несколько процентов, по Договору о передаче Литовской Республике города Вильно и Виленской области и о взаимопомощи между Советским Союзом и Литвой от 10 октября 1939 года часть юго-восточной Литвы и Вильно были переданы Литве. 27 октября 1939 года в Вильно вошли части литовской армии.
По тому же договору в Литве было размещено «строго ограниченное количество советских наземных и воздушных вооружённых сил».

Лишь после того, как германская военная кампания против Польши завершилась и при этом дело не дошло до перенесения военных действий вермахта на территорию Литвы, Сталин позволил себе распорядиться, чтобы Красная Армия при своем вступлении широким фронтом в Восточную Польшу (начиная с 17 сентября) временно заняла стратегически важные районы Южной Литвы.— Фляйшхауэр  Ингеборг. Пакт. Гитлер, Сталин и инициатива германской дипломатии. 1938—1939.
В марте 1940 года на 11 конференции Балтийской Антанты в Риге министры иностранных дел Балтийских стран вновь подтвердили решимость «остаться вне вооруженных конфликтов и обеспечивать их (своих стран) независимость и безопасность». Между декабрем 1939 года и апрелем 1940 года все три страны Балтии заключили торговые соглашения, в соответствии с которыми Германия должна была закупать около 70 процентов всего балтийского экспорта.
Начиная с мая 1940 года советское правительство в нескольких заявлениях литовскому правительству обвиняло литовские власти в несоблюдении договора о дружбе и взаимопомощи и во враждебных действиях. В конце мая оно заявило о похищении двух солдат советского гарнизона.
14 июня 1940 года Литве, а одновременно также Латвии и Эстонии были предъявлены однотипные ультиматумы с требованием допустить на территорию страны дополнительные советские войска, отставки правительства и ареста нескольких министров.

Так Англии удалось с мая по август 1939 года распространить в мире утверждение, будто Германия непосредственно угрожает Литве, Эстонии, Латвии, Финляндии, Бессарабии, а также Украине. Часть этих стран с помощью подобных утверждений отклонили обещанные гарантии и они тем самым сделались частью фронта окружения Германии.

…….

Но еще во время наступления наших войск в Польше советские правители внезапно, вопреки договору, выдвинули притязания также на Литву.

Германский Рейх никогда не имел намерения оккупировать Литву и не только не предъявлял никаких подобных требований литовскому правительству, но, наоборот, отклонил просьбу тогдашнего литовского правительства послать в Литву немецкие войска, поскольку это не соответствовало целям германской политики.

Несмотря на это, я согласился и на это новое русское требование. Но это было лишь началом непрерывной череды все новых и новых вымогательств.— из обращения Адольфа Гитлера к немецкому народу 
в связи с началом войны против Советского Союза
Получив советский ультиматум, президент Литвы А. Сметона настаивал на сопротивлении Красной Армии и отводе литовских войск в Германию, но главнокомандующий Литовской армией генерал В. Виткаускас отказался это сделать. Большинство членов правительства также высказалось за принятие ультиматума СССР, после чего Сметона покинул страну. 15 июня ультиматум был принят и генерал Виткаускас приказал соблюдать все правила вежливости и выражать дружественные чувства по отношению к вступающим советским войскам. В Литву вошли дополнительные советские воинские части и было сформировано Народное правительство. 19 июня в Литве были запрещены все политические партии и организации.

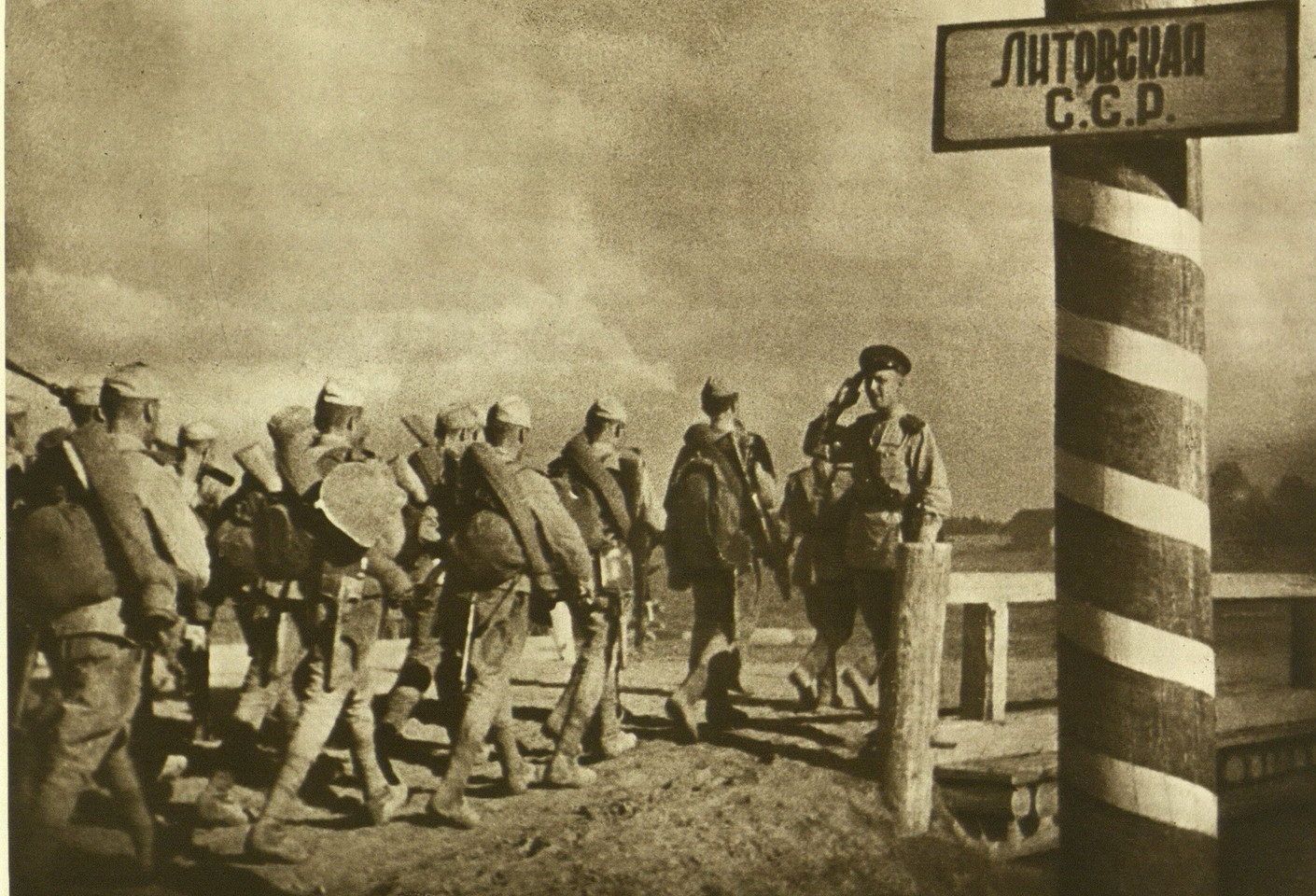
Солдаты Красной Армии вступают на территорию Литовской ССР, 1944 год

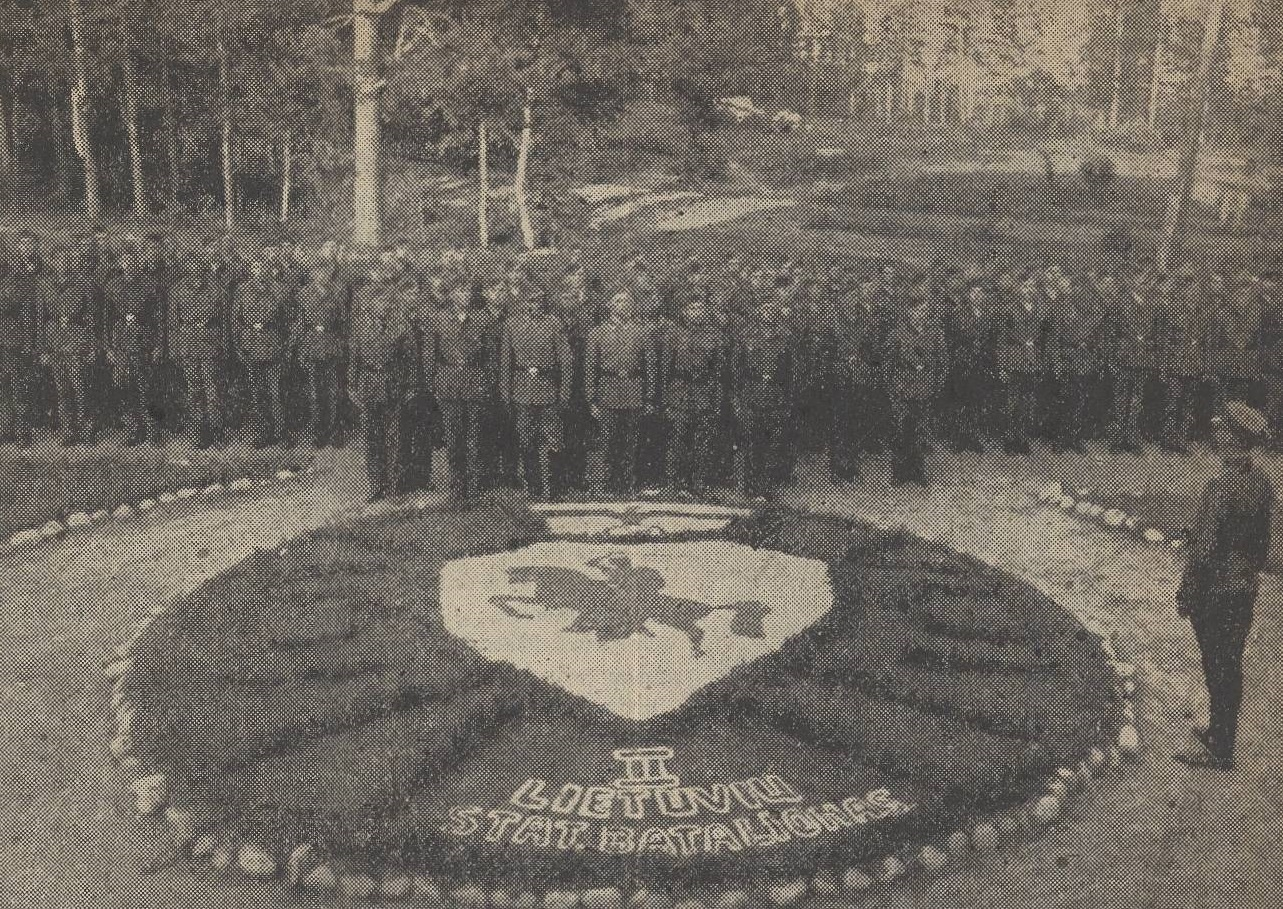
Члены коллаборационистского литовского строительного батальона, 1944 год

14—15 июля 1940 года были проведены выборы в Народный Сейм (с единственным списком блока «Союз трудового народа Литвы»). 21 июля Народный Сейм провозгласил образование Литовской ССР и постановил просить Верховный Совет СССР принять Литовскую ССР в состав СССР. 3 августа 1940 года Верховный Совет СССР удовлетворил эту просьбу, Советская Литва вошла в состав СССР.
10 января 1941 года в Москве министр иностранных дел СССР В. М. Молотов и германский посол Шуленбург подписали секретный протокол, по которому Германия отказывалась от притязаний на часть территории Литвы, указанную в секретном Дополнительном протоколе от 28 сентября 1939 года. Также в этом соглашении оговаривалось выселение с приграничных территорий (Сувалкский и др. районы) жителей литовской, русской, белорусской и немецкой национальностей (всего было переселено несколько десятков тысяч человек).
В июне 1941 года из Литвы, как и из всей Прибалтики, советскими властями были проведены депортации населения в Сибирь.
С августа 1941 до конца 1944 года Литва была оккупирована Германией и входила в состав рейхскомиссариата Остланд.
С июня 1944 РККА начала разгром немецких войск на территории Литвы, в июле заняла Вильнюс, восстановила суверенитет СССР на всей территории ЛССР, позднее дополнительно включив в состав Литовской ССР Мемель (нынешняя Клайпеда).

## Литовская Советская Социалистическая Республика
До 1990 года Литва (как Литовская ССР) находилась в составе СССР.

## Восстановление независимости

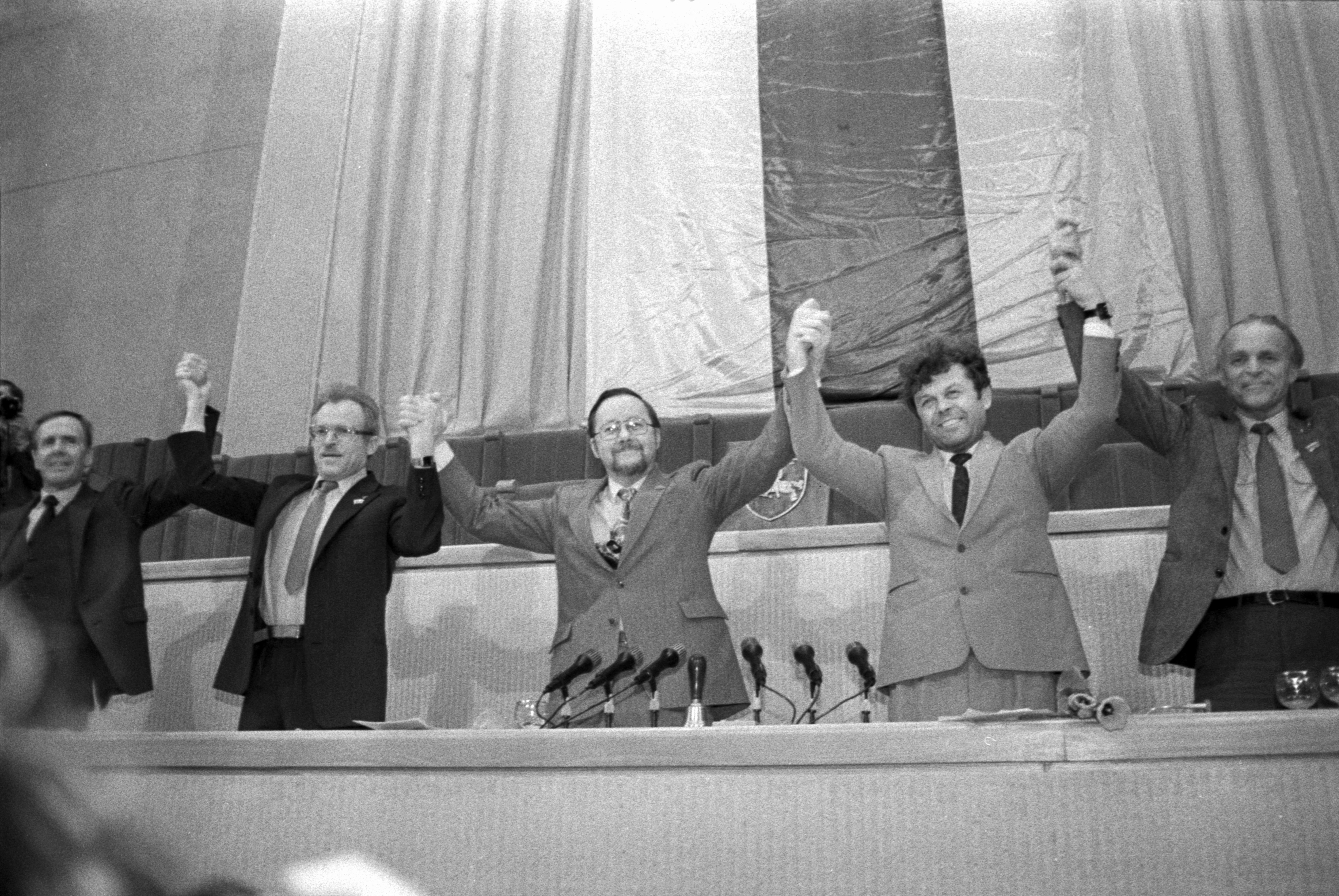
Лидеры Верховного Совета — Восстановительного Сейма после объявления акта о восстановлении независимости Литовского Государства

Образованное в 1988 году общественно-политическое движение Саюдис (в переводе на русский — «движение за перестройку»), провозгласив целями культурное возрождение, демократизацию, экономическую самостоятельность республики, фактически возглавило движение к восстановлению государственной независимости.
18 мая 1989 года Верховный Совет Литовской ССР принял закон, по которому на территории Литвы действовали только законы, принятые или ратифицированные Верховным Советом Литовской ССР.
8 февраля 1990 года были признаны юридически ничтожными и поэтому недействительными решения Народного сейма 1940 года о вступлении Литвы в состав СССР.
На выборах в Верховный Совет Литовской ССР 24 февраля 1990 года (дополнительные голосования в отдельных округах 4 марта и 10 марта) кандидаты Саюдиса получили 101 мандат из 141. Другие кандидаты разделяли с ними стратегическую цель, отличаясь лишь склонностью к более умеренной тактике. На первом заседании вновь избранного Верховного совета 11 марта 1990 года были приняты Акт о восстановлении независимого Литовского государства и закон о восстановлении действия Конституции 1938 года. Председателем Верховного совета Литовской ССР был избран лидер Саюдиса Витаутас Ландсбергис, Верховный совет принял решение временно поручить исполнение обязанностей Председателя Совета Министров Литовской ССР заместителю Председателя Совета Министров Литовской ССР Казимире Дануте Прунскене. 22 марта 1990 года Верховный совет принял закон о правительстве, в котором было перечислено 18 министерств. 3 апреля 1990 года Министерство охраны края было вычеркнуто из списка министерств, а Правительству поручено учредить Департамент охраны края, который должен был разработать концепцию системы охраны края (то есть обороны страны) и стать основой для учреждения будущего Министерства охраны края.
Принятое Третьим съездом народных депутатов СССР 15 марта 1990 года, постановление, объявляло недействительными «односторонние решения Верховного Совета Литовской ССР, противоречащие статьям 74 и 75 Конституции СССР», и поручало Президенту СССР, Верховному Совету СССР, Совету Министров СССР обеспечить «до принятия соответствующих решений по данному вопросу защиту законных прав каждого человека, проживающего в Литве, равно как и соблюдение на территории Литовской ССР прав и интересов СССР, а также союзных республик». Президент СССР М. С. Горбачёв в телеграмме на имя председателя Верховного Совета Литовской ССР потребовал в трёхдневный срок сообщить о мерах по реализации постановления.
Руководство Литвы неоднократно в различных формах предлагало СССР начать переговоры об урегулировании отношений. Советское руководство, игнорируя эти предложения, требовало отмены Акта о восстановлении независимости Литвы и всех последовавших правовых актов.
Заявление Правительства СССР от 20 марта подчёркивало, «что все объекты союзного подчинения, находящиеся на территории Литовской ССР, являются собственностью Союза ССР», и предупреждало, что «принятие республиканскими органами решений, нарушающих единство финансово-кредитной системы страны, внешнеэкономических связей СССР, будет рассматриваться как противоречащее действующему законодательству Союза ССР, интересам союзных республик и Союза в целом». Последовавший Указ Президента СССР «О дополнительных мерах по обеспечению прав советских граждан, охране суверенитета Союза ССР на территории Литовской ССР» предписывал Совету Министров СССР, исполнительным и распорядительным органам местных Советов народных депутатов Литовской ССР, правоохранительным органам обеспечить соблюдение требований Конституции СССР и законов СССР по защите прав и законных интересов граждан СССР, «проживающих или находящихся на территории Литовской ССР», усиление охраны участка «границы СССР, проходящего по территории Литовской ССР», и контроля за выдачей виз и разрешений «для иностранных граждан на въезд в Литовскую ССР». В ответ Верховный Совет Литовской Республики 22 марта принял обращение «К народам, правительствам и людям доброй воли мира» с констатацией подготовки насилия «против Литовской Республики и её граждан другим государством» и просьбой «своими протестами противодействовать возможному использованию силы».
26 марта группы советских десантников заняли здания городского комитета Коммунистической партии Литвы, Высшей партийной школы, Дома политического просвещения, 27 марта — здание ЦК КПЛ, позднее другие общественные здания. Одновременно, с 18 апреля, применялись экономические санкции (ограничения поставок, прежде всего энергоносителей; этот комплекс мер в Литве получил именование «экономической блокады»).
Власти трех балтийских республик возобновили действие подписанной в 1934 году «Декларации о единодушии и сотрудничестве Латвийской Республики, Литовской Республики и Эстонской Республики».
В июне лидеры трех республик провели переговоры с М. Горбачёвым в Москве, но они оказались безрезультатными. Однако, ближе к концу июня консенсус всё-таки был найден: Горбачёв попросил председателя Верховного Совета Литвы В. Ландсбергиса приостановить действие Акта о восстановлении независимости. В Литве решили приостановить действие акта ровно на сто дней, а Горбачёв пообещал снять блокаду, что и произошло 2 июля 1990 года.

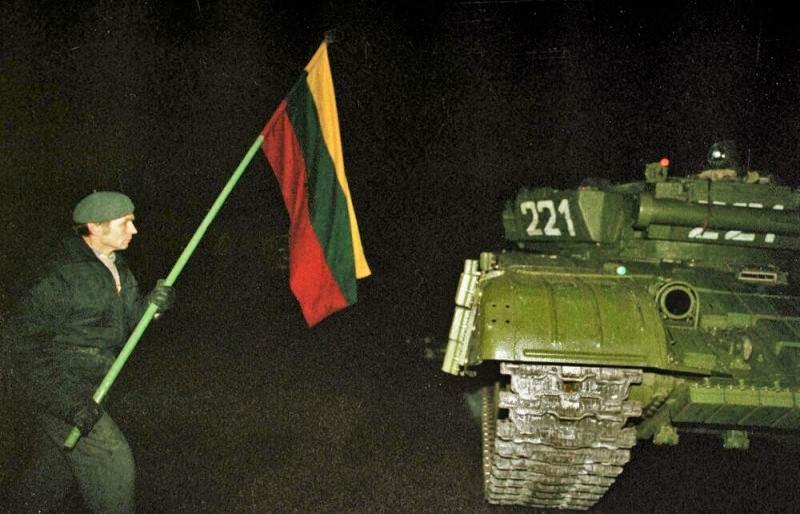
Человек с литовским флагом перед советским танком, 13 января 1991

Апогея противостояние достигло в январе 1991 года. 8 января участники несанкционированного митинга просоветской коммунистической организации «Единство» предприняли попытку прорваться в здание Верховного Совета Литвы. В выступлении по радио и телевидению председатель Верховного Совета Витаутас Ландсбергис призвал сторонников независимости не допустить захвата парламента, правительственных зданий и важнейших объектов инфраструктуры. 8 января 1991 года, после возвращения из Москвы, премьер-министр Литвы Казимира Прунскене объявила о своей отставке и отставке правительства в полном составе. Одновременно 8-9 января в Литву были переброшены бойцы спецподразделения «Альфа», Псковской дивизии ВДВ и других частей. 10 января Горбачёв потребовал отмены антиконституционных актов и восстановления действия советской Конституции. 10 января премьер-министром был назначен Альбертас Шименас. Из-за агрессивных действий советских войск и связанных с этим неожиданно сложившихся обстоятельств, его правительство работало только три дня. В течение дня 11 января советскими частями были заняты Дом печати в Вильнюсе, ретрансляционный телевизионный узел в Неменчине, другие общественные здания в Вильнюсе, Алитусе, Шяуляе. В тот же день на пресс-конференции в ЦК КПЛ Юозас Ермалавичюс объявил о создании Комитета национального спасения Литовской ССР, который объявлялся единственным легитимным органом власти в Литве. В ночь с 12 на 13 января одна колонна советской бронетехники направилась в центр Вильнюса, другая — к телевизионной башне. 13 января 1991 года при штурме советскими солдатами телевизионной башни погибло 14 безоружных человек, свыше 600 было ранено. Атака на парламент не состоялась. Освещение событий средствами массовой информации, реакция глав государств и общественности, в том числе в СССР, сделали невозможными дальнейшие попытки силой восстановить контроль властей СССР в Литве. 12 февраля 1991 года восстановленная Литовская Республика была признана Исландией. 13 января 1991 года было назначено новое правительство Литвы, которое возглавил Гедиминас Вагнорюс.
В конце июля 1991 года при участии подчиняющихся МВД СССР рижского и вильнюсского ОМОНа произошло нападение на недавно созданный Литвой таможенный пункт под Мядининкаем вблизи границы с Белорусской ССР.
19 августа 1991 года, когда в Москве начался путч под руководством ГКЧП, остававшиеся на территории Литовской Республики части Советской Армии вновь =попытались нарушить суверенитет Литвы]=. Угрожая оружием, советские солдаты захватили здание редакций радио и телевидения в Каунасе, радиостанцию в Ситкунай под Каунасом, Вильнюсский Государственный телефонный и телеграфный центр. Жители Литвы готовились к пассивной обороне — к акциям гражданского неповиновения. Верховный Совет — Восстановительный Сейм Литвы принял постановления о последствиях для Литовской Республики произошедшего в СССР переворота и о подготовке к политической забастовке. К зданию Парламента Литвы подъехала колонна советской бронетехники, состоявшая из танков и бронетранспортёров, но к тому времени вокруг здания уже собралась многочисленная толпа граждан, заявивших о готовности защищать независимость своей Родины. Советские войска отступили, но Верховному Совету Литвы было передано письмо генерала Владислава Ачалова, в котором он требовал разоружить подразделения вооружённых сил Литвы, отряды Добровольческих сил охраны края (лит. Savanoriškoji krasto apsaugos tarnyba, SKAT) и отряды Союза стрелков Литвы (лит. Lietuvos Šaulių Sąjunga). Верховный Совет Литвы проигнорировал эти требования. Вечером 21 августа, после 18 ч, группа советских десантников на милицейском автомобиле УАЗ попыталась прорваться к зданию Верховного Совета, где столкнулась с безоружными добровольцами SKAT и начала стрельбу. В результате погиб боец из Алитуса Артурас Сакалаускас (лит. A. Sakalauskas), ещё 11 добровольцев были ранены. Но уже этим же вечером, 21 августа, получив известие из Москвы о провале путча, советские войска вышли со всех захваченных объектов и территорий, в том числе оставили захваченную ещё в январе телевизионную башню Вильнюса. На заседании 22-23 августа 1991 года Верховный Совет — Восстановительный Сейм Литвы принял постановление о запрете деятельности Коммунистической партии Литвы (на платформе КПСС) и карательных органов СССР на территории Литовской Республики. В Вильнюсе и Клайпеде были сняты с постаментов памятники Ленину.
Если до событий августа 1991 года суверенитет Литовской Республики официально признавали только Исландия и Дания, то после этого, уже 27 августа, было получено признание руководства Европейского Союза, 2 сентября — США. 6 сентября 1991 года независимость Литовской Республики была признана постановлением Государственного Совета СССР. 17 сентября 1991 Литва вместе с Латвией и Эстонией стала членом ООН.
В 1992 году Демократическая партия труда Литвы, бывшая Коммунистическая партия Литвы, получила большинство на выборах и сформировала правительство. Это правительство сократило финансирование Добровольческих сил охраны края (лит. Savanoriškoji krasto apsaugos tarnyba, SKAT) и намеревалось распустить эту организацию. Кроме того, 14 февраля 1993 года президентские выборы выиграл бывший первый секретарь ЦК Коммунистической партии Литвы Альгирдас Бразаускас, набравший 60 % голосов, но некоторые добровольцы SKAT не хотели присягать бывшему лидеру коммунистов. Считается, что недовольство политическими процессами во властных институциях, а также всё более наглая коррупция, привели к тому, что 31 июля 1993 года бывший начальник отдела вооружения Каунасского округа SKAT Йонас Масквитис (был уволен с должности 15 июля 1993 года) с несколькими товарищами отказались подчиняться правительству и укрылись в лесах недалеко от Каунаса, где к ним присоединились дополнительные силы. Всего участников мятежа насчитывали до 140 человек. Государство было на грани гражданской войны. Руководители других воинских формирований отказались атаковать членов SKAT, а некоторые даже заявили об их поддержке. Ситуацию осложняло то, что 4 сентября 1993 года, в разгар мятежа, начался визит папы Иоанна Павла II в Литву. Правительству пришлось искать мирное решение, которое в конечном итоге было найдено к концу 1993 года.
В августе 2001 года Литва вступила во Всемирную торговую организацию.
В 2003 году был подписан договор о вступлении Литвы в Европейский союз, который подтвердили граждане Литвы на референдуме. 1 мая 2004 года Литва вступила в Европейский союз.
29 марта 2004 Литву приняли в НАТО. 1 января 2015 года Литва вступила в еврозону.